# 20140 Costitx
20140 Costitx (1996 QT1) là một tiểu hành tinh vành đai chính được phát hiện ngày 23 tháng 8 năm 1996 bởi M. Blasco ở Observatorio Astronomico de Mallorca.